# Костелево
Костеле́во (болг. Костелево) — село у Врачанській області Болгарії. Входить до складу общини Враца.

## Населення
За даними перепису населення 2011 року у селі проживали 782 особи.
Національний склад населення села:
| Національність   | Кількість осіб | Відсоток |
| ---------------- | -------------- | -------- |
| болгари          | 730            | 99,6%    |
| турки            | 0              | 0%       |
| цигани           | 0              | 0%       |
| інша             | 0              | 0%       |
| не визначились   | 3              | 0,4%     |
| Всього відповіли | 733            |          |

Розподіл населення за віком у 2011 році:
Динаміка населення: